# Dione juno
Dione juno är en fjärilsart som beskrevs av Pieter Cramer 1779. Dione juno ingår i släktet Dione och familjen praktfjärilar. Inga underarter finns listade i Catalogue of Life.

## Bildgalleri

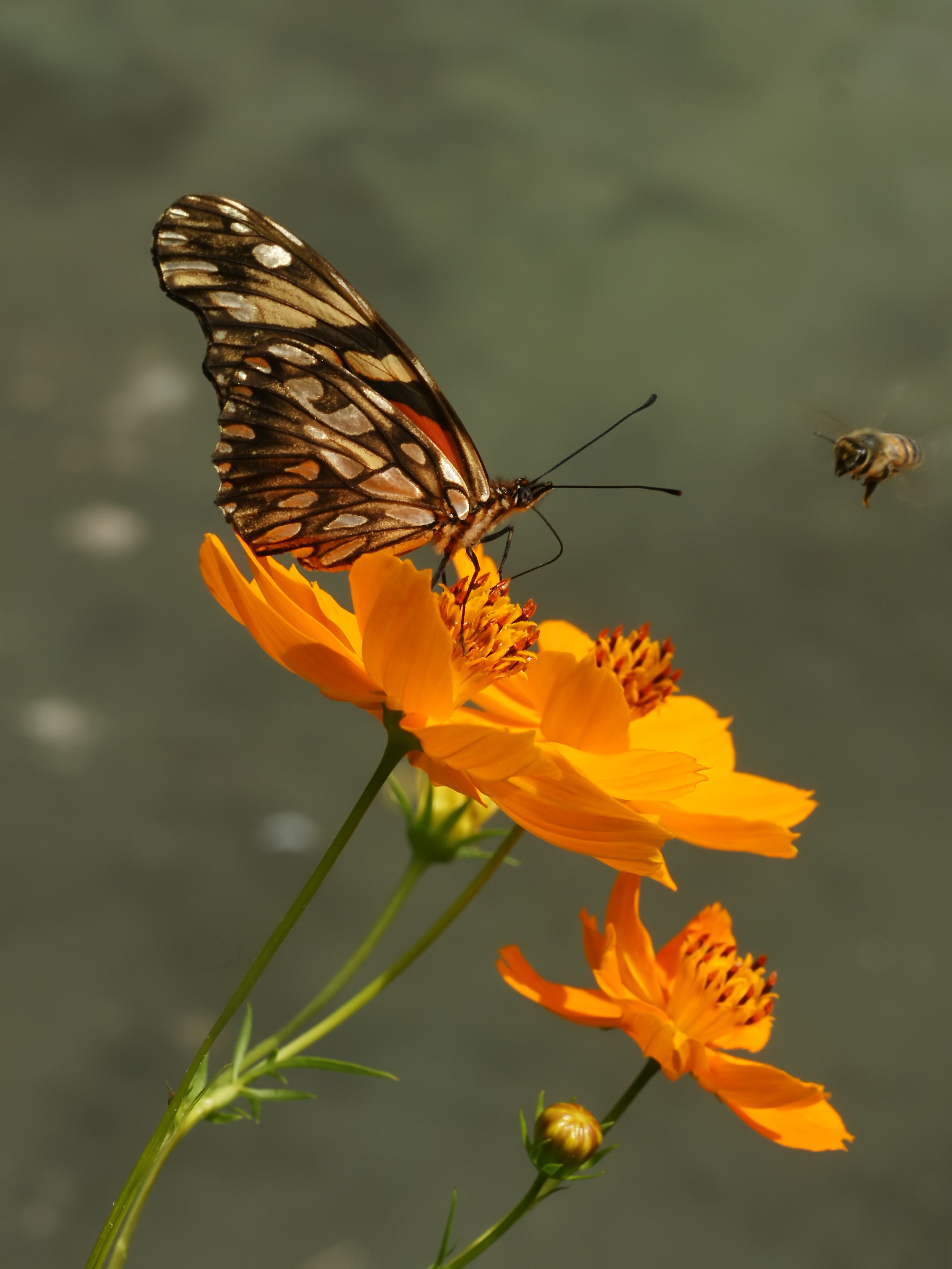